# J'aime la vie
Chansons représentant la Belgique au Concours Eurovision de la chanson
Laat me nu gaan
(1985) Soldiers of Love
(1987)
Chansons ayant remporté le Concours Eurovision de la chanson
 La det swinge
(1985)  Hold Me Now
(1987)
Singles de Sandra Kim
Ami Ami
(1985) Tokyo Boy
(1986)
J'aime la vie est une chanson interprétée par la chanteuse belge Sandra Kim. Créée par Rosario Marino (paroles) et Angelo Crisci et Jean-Paul Furnémont (musique), la chanson a remporté le Concours Eurovision de la chanson 1986. Elle constitue l'unique victoire à ce jour de la Belgique à ce concours.

## Concours Eurovision de la chanson
Avant le concours et durant les répétitions, la délégation belge et l'agent de Sandra Kim déclarèrent que la jeune fille était âgée de quinze ans. Elle avait en réalité treize ans. Tous pensaient que son très jeune âge pourrait être un obstacle à sa réussite au concours. La vérité fut révélée après la victoire, et la télévision publique suisse, qui avait été classée deuxième, demanda à l'UER de disqualifier Sandra Kim. Cette plainte n'aboutit jamais, le règlement du concours ne prévoyant alors aucune limite d'âge pour les participants. Ce n'est qu'en 1990 qu'une limite fut instaurée, fixée à seize ans au jour de la participation au concours. Sandra Kim demeure donc la plus jeune interprète à avoir gagné le concours.

### À Bergen
Interprété par Sandra Kim à Bergen lors du Concours Eurovision de la chanson 1986, le titre se classa à la 1re position (sur 20) avec un total de 176 points. La meilleure position obtenue par la Belgique jusqu'alors revenait à L'amour ça fait chanter la vie, de Jean Vallée, au Concours Eurovision de la chanson 1978 à Paris, qui s'était classé au 2e rang.
Elle est intégralement interprétée en français, une des langues nationales du pays, comme l'imposait la règle entre 1976 et 1999. J'aime la vie est la 13e chanson interprétée lors de la soirée, après You Can Count on Me (en), de l'Irlandais Luv Bug, et avant Über die Brücke geh'n, de l'Allemande Ingrid Peters.

## Autres versions et reprises
La chanson est éditée sur l'album de Sandra Kim J'aime la vie, ainsi que sur plusieurs compilations,. L’interprète enregistre également la chanson en anglais et en italien, sous les titres respectifs de Crazy of Life (« Folle de la vie ») et J'aime la vie (le même titre qu'en français).
De Strangers reprend J'aime la vie en le rebaptisant 'k Zen zo gère polies en 1986. Telex fait de même en gardant le titre d'origine en 2006 sur son album How Do You Dance?. Enfin, The Sunsets reprend la chanson sur l'album Route du soleil en 2011,,.
Elle est aussi reprise dans un style plus doux, simple piano-voix, dans le film Young Hearts en 2024, chantée par LaDiva.

## Réception
La chanson se classe dans les hit-parades de plusieurs pays. Le classement en Belgique francophone n'étant en fonction que depuis avril 1995, les ventes du titre n'y sont pas évaluées. 

## Liste des titres
| A1. | J'aime la vie   | 3:00 |
| B1. | Ne m'oublie pas | 4:39 |

## Classements
| Classement (1986)                      | Meilleure position |
| -------------------------------------- | ------------------ |
| Allemagne de l'Ouest (Media Control)   | 50                 |
| Autriche (Ö3 Austria Top 40)           | 6                  |
| Belgique (Flandre Ultratop 50 Singles) | 1                  |
| Europe (Eurochart Hot 100)             | 16                 |
| France (SNEP)                          | 21                 |
| Islande (RÚV)                          | 2                  |
| Pays-Bas (Nederlandse Top 40)          | 4                  |
| Pays-Bas (Single Top 100)              | 2                  |
| Portugal (AFP)                         | 3                  |
| Suède (Sverigetopplistan)              | 15                 |
| Suisse (Schweizer Hitparade)           | 29                 |

| Classement (1986)             | Position |
| ----------------------------- | -------- |
| Belgique (Ultratop Flandre)   | 1        |
| Pays-Bas (Nederlandse Top 40) | 51       |
| Pays-Bas (Single Top 100)     | 55       |

| Classement (1954-2014)      | Position |
| --------------------------- | -------- |
| Belgique (Ultratop Flandre) | 29       |

## Certification
| Pays           | Certification | Équivalence/Ventes |
| -------------- | ------------- | ------------------ |
| Belgique (BEA) | 2x Platine    | 150,000            |